# فورت أم راين
فُرْت أم رَين (بالألمانية: Wörth am Rhein) (نقحرة: فورت أم راين)هي بلدة ألمانية تقع في راينلند بالاتينات في ألمانيا. يقدر عدد سكانها بـ 17,500 نسمة .

## المدن التوأمة
مدن Cany-Barville، جيلتيندورف وDrezdenko هي مدن توأمة لفرت أم رَين.

## معرض صور

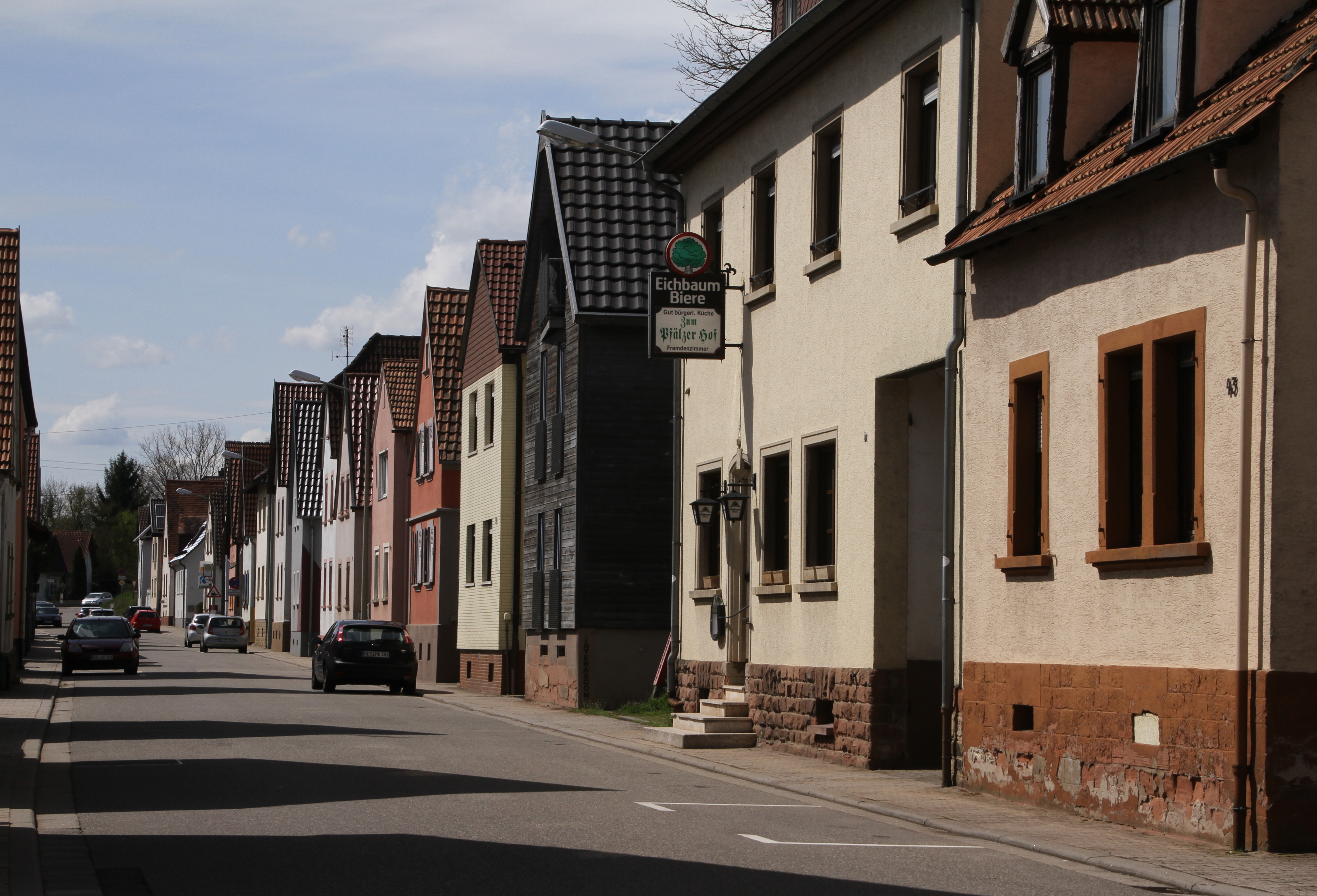
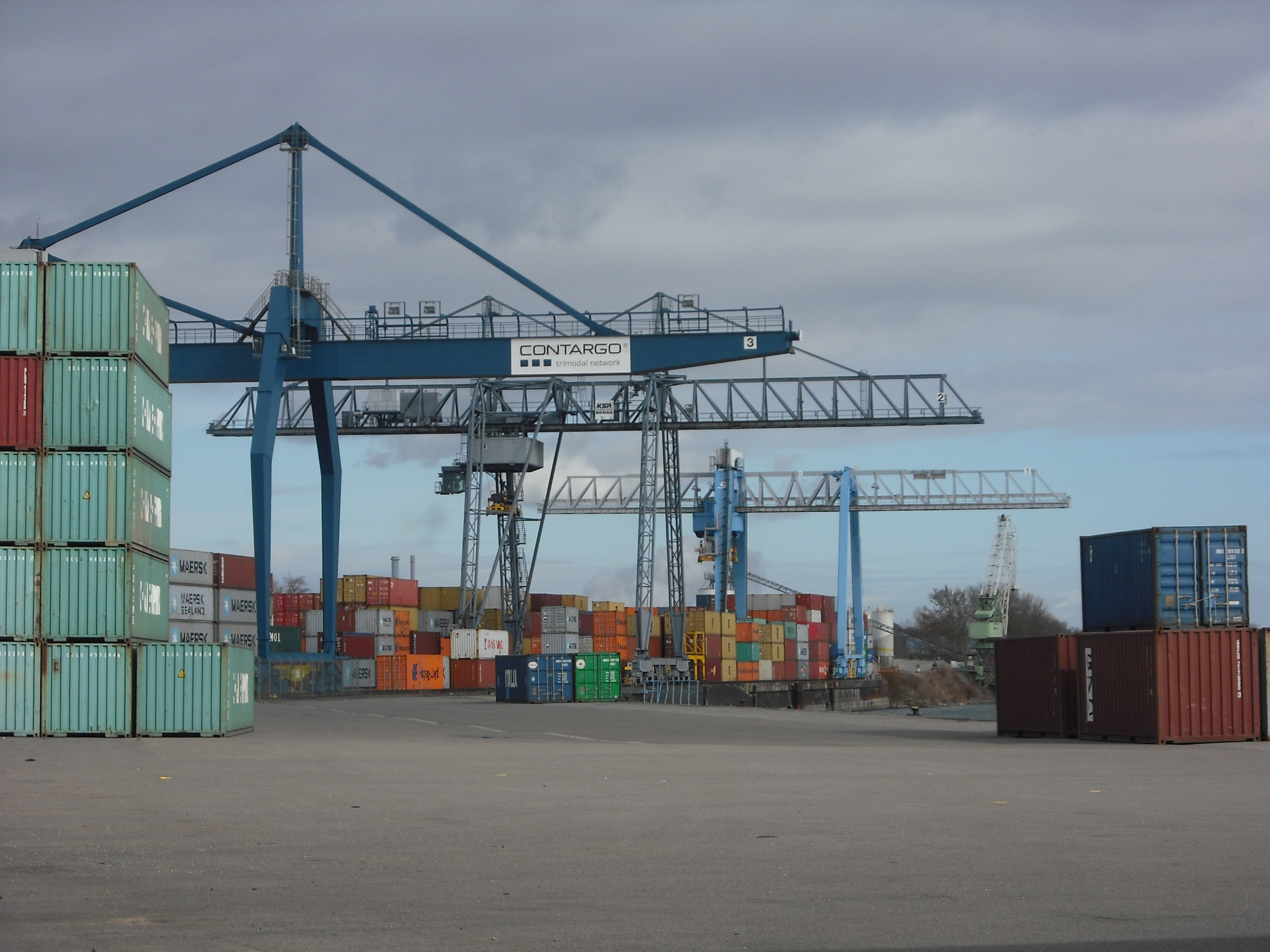
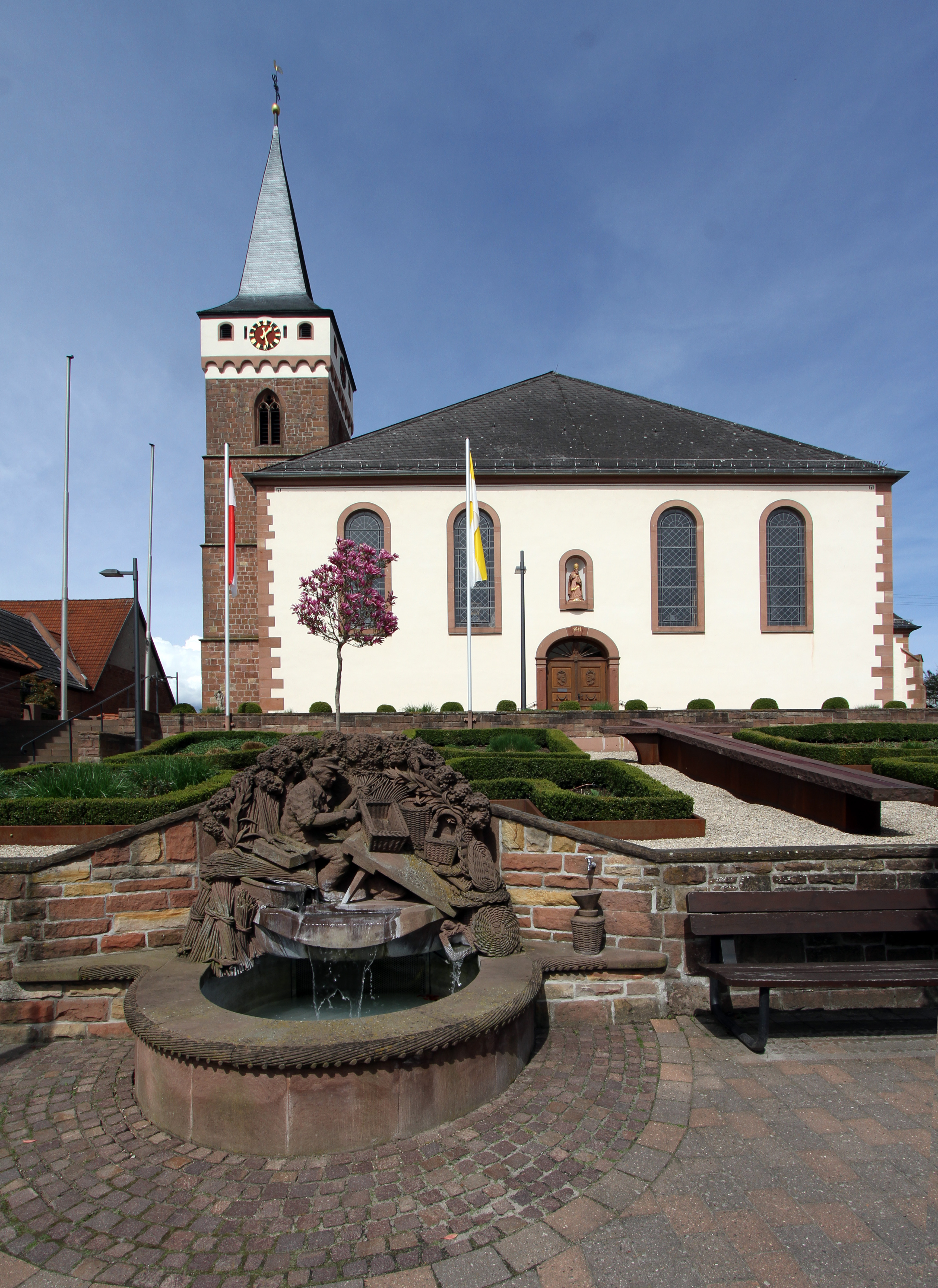
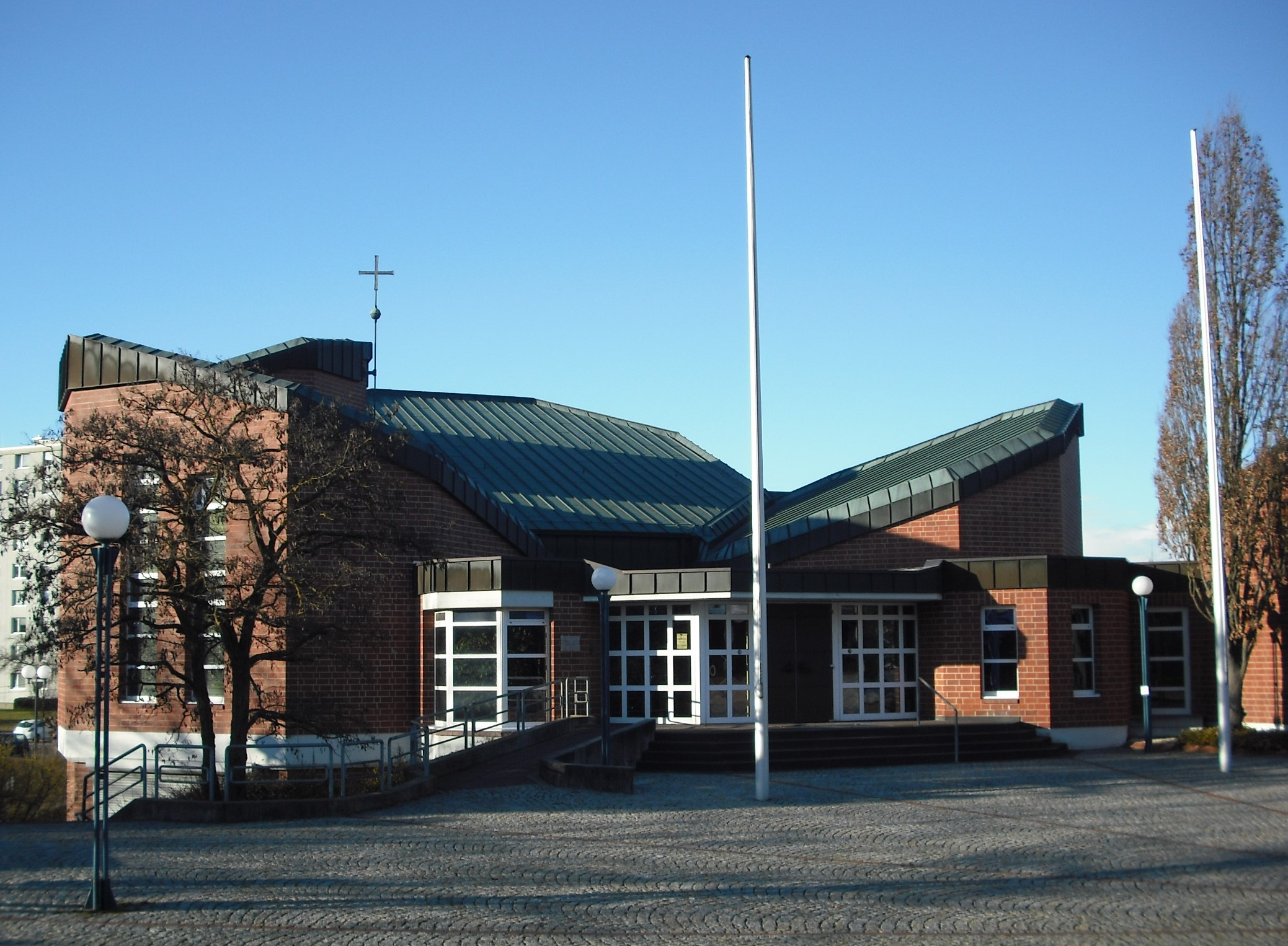
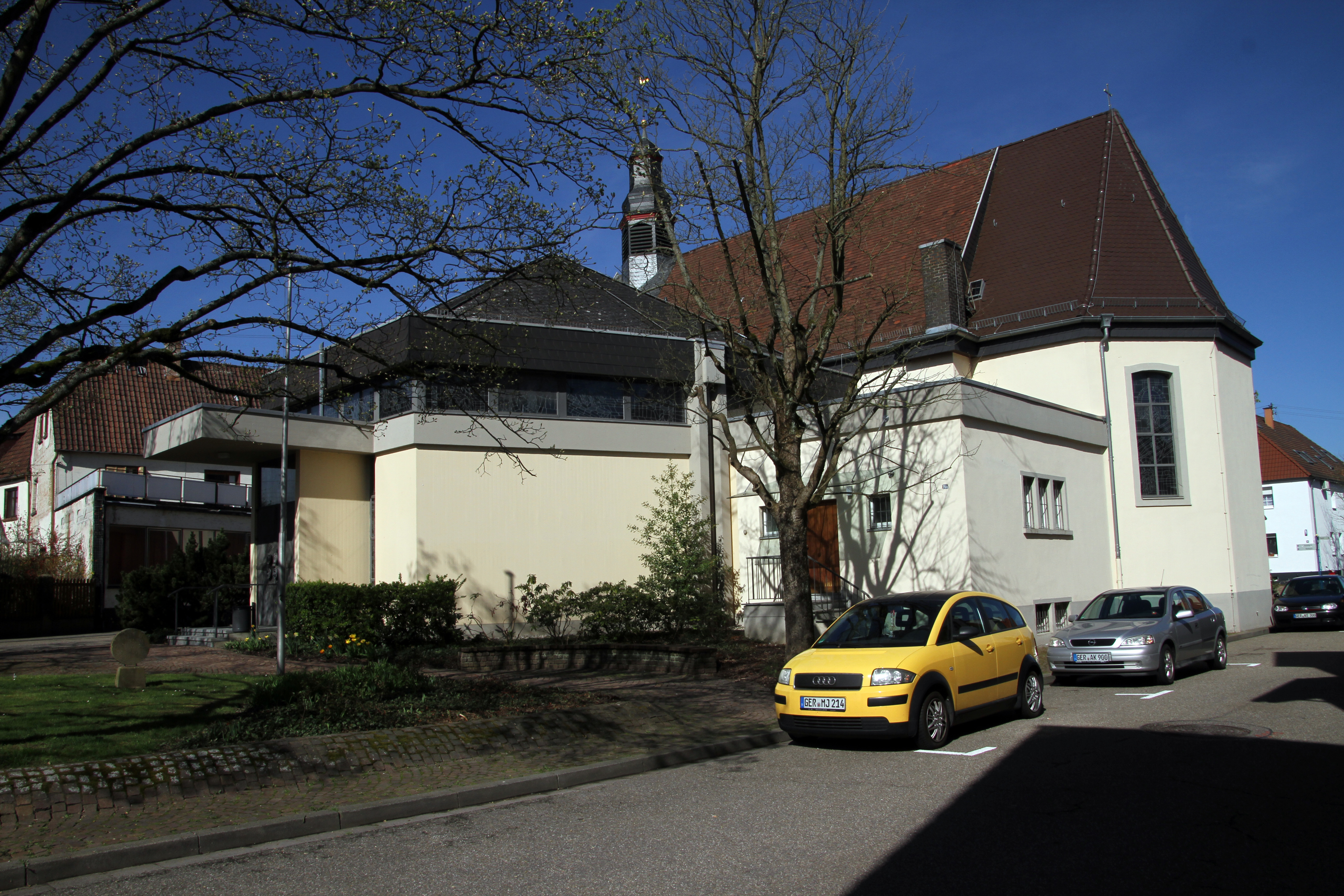
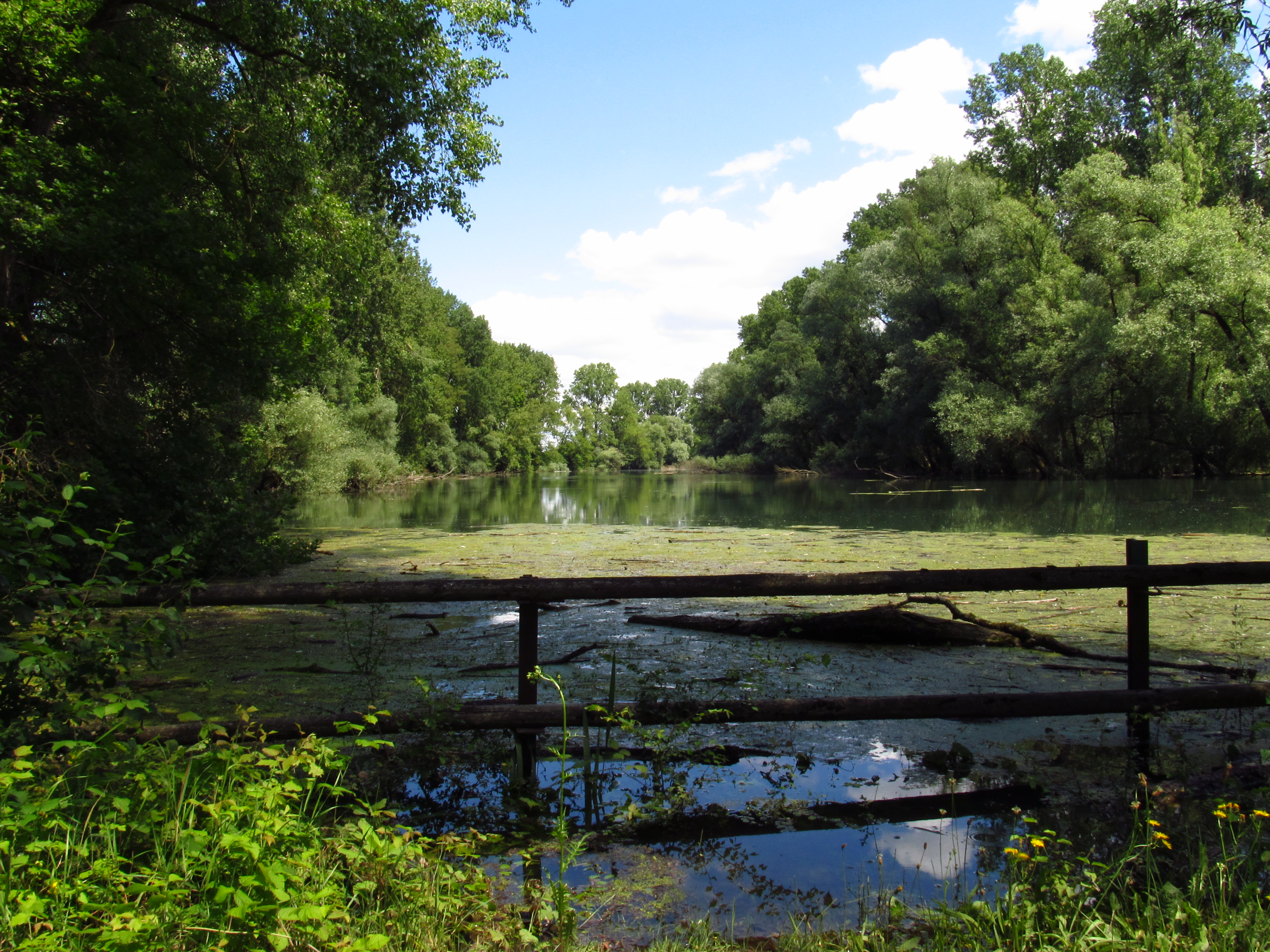